# Anders Jacobsson (författare)
Anders Jacobsson, folkbokförd Jan Anders Jakobsson, född 4 augusti 1963 i Karlskoga församling, Örebro län, är en svensk barnboksförfattare.
Jacobsson är son till ingenjören Owe Jacobsson och kontoristen Ulla-Britt Stjernberg. Han har haft olika anställningar bland annat hos Konsum Karlskoga 1979–1985, Stråningstorpsskolan i Karlskoga 1982–1984 och Lokalradion Karlskoga 1984–1985. Han studerade informationskunskap vid Högskolan i Örebro 1985.
Anders Jacobsson var 20 år när han skapade Sune. Han skickade in sitt tävlingsförslag till Radio Örebro, och fick som pris läsa upp sin berättelse i radion. Den första boken Jacobsson skrev om tjejtjusaren gavs ut 1984. 
 Jacobsson startade senare företaget Ängatroll AB med kusinen Sören Olsson. 
Tillsammans med sin livskamrat Victoria Dahlqvist, född 1978, bor Anders Jacobsson på västkusten med sina två yngsta barn (födda 2012, 2014). 

## Priser och utmärkelser
- 1994 - Rosa propellern, filmpris för Sunes sommar i Tyskland
- 1994 - Festivalpris (Salerno) för Sunes sommar (delat 1:a pris; TV-Festivalen Italiafiction)
- 1994 - Festivalpris (Essen) för Sunes sommar (bästa film; Internationales Kinderfilmfest)
- 1994 - Festivalpris - (årets svenska barn/familjefilm /hyr video/ - SVF:s videomässa)
- 1995 - Guldbaggenominerad för Sunes sommar (bästa manliga biroll - Peter Haber)
- 1995 - Golden Chest International Television Festival, pris till TV-Serien Berts Dagbok för bästa manus
- 1996 - Festivalpris (Lübeck), pris till filmen Bert - den siste oskulden (bästa barn- och ungdomsfilm)
- 1997 - Guldbaggenominerad för Bert - den siste oskulden (regi)
- 1999 - Bokjuryn för Berts bokslut
- 2003 - Nerikes Allehandas kulturpris tillsammans med Sören Olsson
- 2013 - BIO-publikens pris för filmen Sune i Grekland
- 2013 - Hedersomnämnande för filmen Sune i Grekland (55th Nordic Film Days Lübeck, Tyskland)
- 2013 - Örebro läns landstings kulturpris tillsammans med Sören Olsson
- 2014 - Nominerad till BIO-publikens pris för filmen Sune på bilsemester
- 2015 - Nominerad till BIO-publikens pris för filmen Sune i fjällen
- 2017 - Örebros Kulturpris
- 2019 - Guldbaggenominerad för Sune - Best Man i fyra kategorier (bästa film, bästa regi, bästa manliga biroll samt bästa kvinnliga biroll)